# Гиемпсал I
Гиемпсал I (лат. Hiempsal; встречаются написания: лат. Hicemsbal; греч. Ἱάμψας у Плутарха, греч. Ἱάμψαμος у Диодора Сицилийского, греч. Ἱεμψάλας у Аппиана; ? — 117 год до н. э., Фирмида) — царь Нумидии, сын Миципсы.
После смерти Миципсы в 118 году до н. э. власть над Нумидией перешла в наследство его двум сыновьям — Адгербалу и Гиемпсалу I — и усыновлённому племяннику Югурте.
На первом же собрании трёх наследников проявилась их враждебность. Гиемпсал, младший и самый импульсивный из двух братьев, нанёс серьёзное оскорбление Югурте. На том же собрании сыновья Миципсы согласились разделить между собой царство и казну и отправились в свои дворцы в разных городах в окрестности Цирты. Однако Гиемпсал по неосторожности выбрал себе дворец в Фирмида, принадлежащий стороннику Югурты, который воспользовался этим обстоятельством и впустил ночью убийц. В 117 году до н. э. Гиемпсал вместе с многими своими сторонниками был убит.
Согласно Титу Ливию, Гиемпсал был убит в результате открытых боевых действий.